# نادي غواياكيل
نادي غواياكيل هو نادي كرة قدم من غواياكيل يلعب حالياً في الدوري الإكوادوري لكرة القدم.تأسس النادي في 2007.